# Margarita Rivière
Pour les articles homonymes, voir Rivière (homonymie) et Marti.
Margarita Rivière Martí, née le 17 août 1944 à Barcelone et morte le 29 mars 2015, est une écrivaine et journaliste catalane.
Elle est considérée comme l'une des premières femmes journalistes d'Espagne et l'une des grandes personnalités de la Transition démocratique. Elle est l'auteure de nombreux articles de presse et de livres sur la nouvelle démocratie espagnole et les droits des femmes, notamment envers l'accès à la contraception après la dictature franquiste.
Le prix de journalisme Margarita Rivière est décerné chaque année en sa mémoire année par l'Association des femmes journalistes de Catalogne (en catalan : Associació de Dones Periodistes de Catalunya (ADPC).  

## Biographie

### Journalisme
Elle étudie dans sa jeunesse à l'université de Barcelone et également à Paris, où elle devient correspondante de la revue française Marie Claire de 1965 à 1968, alors que l'Espagne subit la dictature franquiste.
Sous la Transition démocratique, elle écrit pour le Diario de Barcelona et devient l'une des fondatrices du Periódico de Catalunya, dont elle est la cheffe de la section culture et du supplément dominical jusqu'en 1984, tout en écrivant des chroniques dans le quotidien. Elle raconte qu'à l'époque il n'y a pas de toilettes pour les femmes dans les locaux du journal, si bien que les femmes devaient se déplacer assez loin pour aller simplement aux toilettes. 
De 1988 à 1992, elle est la directrice de l'agence de presse EFE en Catalogne. Elle couvre pour la télévision les Jeux olympiques d'été de 1992 de Barcelone. Ensuite, en France, elle collabore au Monde diplomatique et en Espagne, entre autres, à Qué leer, La Vanguardiaet, dans les dernières années de sa vie, au quotidien El País.
Elle demeure de nos jours l'une des grandes figures européennes du journalisme engagé, notamment en faveur des droits des femmes. 

### Ouvrages
En 1978, elle publie son premier livre, Anticonceptivos y control de natalidad, avec le gynécologue Santiago Dexeus : un manuel de contraception dans l'Espagne post-franquiste, alors que l'article 416 du code pénal de l'époque interdisait encore toute publicité en faveur de la contraception. 
En 1992, à l'âge de 47 ans, elle reçoit le prix Espasa pour Lo cursi y el poder de la moda, un livre critique sur le milieu de la mode.  
Elle réalise pendant toute sa carrière, durant trente ans, des interviews de personnalités de l'époque, aussi diverses que le roi Juan Carlos Ier, le président Jordi Pujol, Yoko Ono, le Dalaï-lama, Pedro Almodóvar, Elia Kazan, Dolores Ibárruri La Pasionaria ou encore Julio Iglesias et Edgar Morin. Ces entrevues sont publiées dans les journaux tout au long de ces années, puis réunies en un ouvrage publié en 2013 intitulé Entrevistas: Diálogos con la política, la cultura y el poder.
En 2015 est publié son livre le plus célèbre, Clave K, écrit plusieurs années auparavant, qui est un essai sur le pouvoir et le monde politique en Catalogne.

## Postérité
- Margarita Rivière meurt le 29 mars 2015, à l'âge de 70 ans, d'une infection pulmonaire[19]. Sa sépulture se situe au cimetière de Sant Gervasi de Barcelone[20].
- Le prix de journalisme Margarita Rivière est décerné depuis 2015 aux femmes journalistes[21].
- La mairie de Barcelone a dénommé une place publique du district de Les Corts, en sa mémoire[22].